# Stroncium-hidroxid
A stroncium-hidroxid a stroncium egy szervetlen vegyülete, képlete Sr(OH)2. 8 molekula kristályvízzel szétfolyó kristályokat képez, 100 °C-on leadja a kristályvizét. Hideg vízben kevéssé oldódik, a levegő szén-dioxidjával stroncium-karbonát képződik belőle. Erős bázis.
Előállítható stroncium-nitrát oldat és nátrium vagy kálium-hidroxid oldat reakciójával:
Sr(NO3)2(aq) + 2KOH(aq) = Sr(OH)2(s) + 2KNO3(aq)
Felhasználják a cukor finomítására és műanyagok stabilizálására.
Lenyelve erős lúgossága és a stroncium mérgező hatása miatt halálos lehet, a bőrrel való érintkezés is kerülendő.